# Geogamasus howardi
Geogamasus howardi är en spindeldjursart som beskrevs av Lee 1970. Geogamasus howardi ingår i släktet Geogamasus och familjen Ologamasidae. Inga underarter finns listade i Catalogue of Life.